# Galaksija
Galaksija è stato un home computer jugoslavo, progettato da Jova Regasek e Voja Antonić per sopperire alla mancanza di altri calcolatori in quanto all'epoca non era possibile importare merce del valore superiore a 1500 dinari, circa 70 euro.
Il computer usava il processore Zilog Z80 e aveva da 2 a 6 KB di RAM e dai 4 ai 8 KB di ROM; era venduto in kit, dunque liberamente assemblabile.

## File sharing
Radio Belgrado, con questo computer, è stata una pioniera della condivisione di file. Ha condiviso quasi 150 programmi via etere, molti sviluppati dagli stessi ascoltatori della radio.